# إنفرتاز
إنفرتاز هو إنزيم مسؤول عن عملية تحفيز التحلل المائي (حلمهة) السكروز (السكر الأبيض) إلى سكر الجلوكوز (سكر العنب) والفركتوز (سكر الفاكهة). يعرف المزيج الناتج عن عملية التكسير هذه باسم السكر المحوّل.
هناك عدة مرادفات لهذا الإنزيم، منها ساكاراز أو فركتوزيداز أو فركتوفورانوزيداز. يتشارك إنزيم الإنفرتاز مع إنزيم السكراز بذات الوظيفة، وذلك بحلمهة السكروز إلى السكر المحول؛ ولكن الاختلاف ينبع من اختلاف نوع الرابطة الكيميائية التي تهاجّم؛ إذ يقوم الإنفرتاز بفصم الرابطة بين ذرتي O-C على جزيء الفركتوز؛ أما السكراز يقوم بفصم الرابطة بين ذرتي O-C على جزيء الغلوكوز.